# 利奧波德四世 (利珀)
利奧波德四世（德語：Leopold Julius Bernhard Adalbert Otto Karl Gustav，1871年5月30日—1949年12月30日），利珀親王国的末代親王，1905年 — 1918年在位。

## 家庭
1901年，利奧波德與黑森-菲利普斯塔爾-巴赫菲爾德的伯莎結婚，共有3子2女：
- 恩斯特親王儲（1902年—1987年）
- 利奧波德·貝恩哈德王子（1904年—1965年）
- 卡洛琳公主（1905年—2001年）
- 克洛維王子（1909年—2000年）
- 齊格琳德公主（1915年—2008年）

伯莎親王妃於1919年逝世。1922年，利奧波德與伊森堡-比丁根的安娜結婚，兩人的獨子阿爾明王子於1947年被利奧波德指定為繼承人，1949年繼承後者的頭銜。